# Selidosema atraria
Selidosema atraria är en fjärilsart som beskrevs av Powell 1941. Selidosema atraria ingår i släktet Selidosema och familjen mätare. Inga underarter finns listade i Catalogue of Life.